# مهدی وثوق‌نیا
مهدی وثوق‌نیا (زادهٔ ۱۳۵۰  قزوین, ایران) عکاس مستند و مدرس دانشگاه ساکن تهران است. او به‌عنوان مدرس مدعو در پردیس هنرهای زیبای دانشگاه تهران و استودیو منظر فعالیت می‌کند. حوزهٔ اصلی فعالیت او عکاسی مستند رویکرد شهری و معماری است .

## زندگی
او عکاسی را از سال ۱۳۶۷ از طریق کلاس‌های آزاد انجمن سینمای جوانان فرا گرفت و از ابتدای شروع کارش در تجربه زیستن در دوران تغییرات اجتماعی ایران نگاهش معطوف به عکاسی مستند شد. او در سال‌های اخیر بر عکاسی از چشم‌اندازهای ایران، به‌ویژه منطقه ‎های شهری متمرکز بوده است.
عکس‌های او عمدتاً با نگاهی انتقادی به فضاهای شهری و هویت فرهنگی تولید شده. به‌این‌ترتیب حوزه‌ی اصلی فعالیت او در این سال‌ها عکاسی از مناظر شهری (cityscape) می‌باشد؛ شاخه‌ای از عکاسی که جلوه‌های مادی شهر را با رویکردی زیباشناختی ثبت می‌کند.

### تحصیلات
وثوق‌نیا دارای مدرک کارشناسی عکاسی از دانشکده هنر و معماری دانشگاه آزاد اسلامی تهران مرکز و دیپلم گرافیک از هنرستان ولیعصر رشت است.

## فعالیت‌ها
آثار مهدی وثوق‌نیا در بیش از پنجاه نمایشگاه انفرادی و گروهی در ایران، اروپا، کانادا، آمریکای شمالی و کشورهای خاورمیانه به نمایش درآمده‌است. وثوق‌نیا در حوزه داوری نیز فعال بوده و در رویدادهای متعددی به‌عنوان داور حضور داشته‌است. از مهم‌ترین آن‌ها می‌توان به هفتمین دوره نشان عکس سال مطبوعاتی ایران (۱۴۰۴) سیزدهمین جشنواره هنرهای تجسمی فجر (۱۳۹۹)، جایزهٔ شید عکس مستند اجتماعی ایران در سال ۱۳۹۶. نمایش آثار هشتمین دورۀ جایزه شید، نهمین دورهٔ «۱۰  روز با عکاسان ایران» (۱۳۹۸)، و داوری سومین 	.و هشتمین سالانهٔ عکس دانشجویان دانشگاه تهران (۱۳۹۷ و ۱۴۰۳) اشاره کرد.
او همچنین در زمینه هنرگردانی و گردآوری کتاب‌های عکس فعالیت داشته و آثارش در نشریات تخصصی داخلی و بین‌المللی منتشر شده‌است.

### دیگر فعالیت ها
- ۱۴۰۱ تا کنون عضو دپارتمان عکاسی انجمن سینمای جوانان ایران،[۸]

- ۱۳۹۹. دبیر علمی پنجمین سالانه عکس دانشجویان عکاسی دانشگاه تهران.[۹]

- ۱۳۹۶. مدیر هنری ششمین دوره ۱۰ روز با عکاسان ایران[۱۰]

- ۱۳۹۴. دبیر دومین جشنواره عکس فؤاد.[۱۱]

- ۱۳۹۷. عضو شورای سیاستگذاری جایزه شید

## آثار
- ۱۳۹۹ تا ۱۴۰۰ در خانه، تهران	.[۱۲]

- ۱۳۹۲ تا ۱۳۹۳ پامنار، تهران.[۱۲]

- ۱۳۹۰ تا ۱۳۹۲ انزلی، بندر انزلی.[۱۲]

- ۱۳۸۳ تا ۱۳۸۴ به یادگار من ای عکس جاودانی باش!قزوین.[۱۲]

- ۱۳۸۴ تا ۱۳۸۵ آرامگاه‌های خانوادگی، قزوین.[۱۲]

- ۱۳۸۵ تا ۱۳۸۶ گورستان پرلاشز، پاریس.[۱۲]

- ۱۳۸۸ گراند هتل، قزوین.[۱۲]

- ۱۳۷۴ کارگاه کفاشی زنانه، تهران.[۱۲]

- ۱۳۷۳ تا ۱۳۹۷ ماسوله، ماسوله.[۱۲]

- ۱۳۸۶ تا ۱۴۰۰ دریا، گیلان - مازندران.[۱۲]

### کتاب‌ها
- ۱۴۰۴. حضور عکاسی معاصر در ایران، آرام محمدی، انتشارات Palgrave Macmillan، لندن، انگلستان.[۱۳]

- ۱۴۰۳. بازاندیشی در هنر معاصر ایران، حمید کشمیرشکن، انتشارات Skira، میلان، ایتالیا.[۱۴]

- ۱۴۰۰. صد سال عکاسی مناظر شهری در تهران، انتشارات علمی فرهنگی.[۱۵]

- ۱۳۸۶. حضور در کتاب عکاسی ایرانی حال حاضر، با گردآوری رز عیسی، انتشارات هاچنز، آلمان[۱۶]

- ۱۳۹۶. حضور در کتاب ایران؛ سال38، انتشارات تکس تول، فرانسه.[۱۷]

- ۱۳۹۴. کهریزک پنجره رو به حیات، به روایت بیست و هفت عکاس، انتشارات هفت رنگ	.[۱۸]

- ۱۳۹۴. پامنار، نشر بنگاه، تهران	.[۱۹]

- ۱۳۹۳. انزلی، نشر نظر، تهران[۲۰]